# جيمس فورد (لوست)
جيمس فورد (بالإنجليزية: James Ford)‏ أو يعرف باسمم سوير (بالإنجليزية: Sawyer)‏ هو أحد شخصيات المسلسل الأمريكية لوست. يلعب دوره الممثل الأمريكية جوش هولواي.

## الشخصية
معروف أيضا ً باسم (سوير)، رجل كل من شاهد المسلسل أحبه مع أنه كان يمارس النصب والاحتيال والسبب في ذلك هو كونه صادق ويتمتع بظرافه في شخصيته.
يبدأ بالتعاون مع الآخرين في الجزء الثالث وتتطور علاقة بينه وبين كيت.
في الجزء الرابع يتغير كثيرا، ويصبح من الناس الطيبين، حيث أنه يفدي بنفسه ويقفز من الهليكوبتر في البحر وينقذ اصدقائه لان الحمولة زائدة، وكان مهتما بكلير